# Ludwig Weimer
Ludwig Weimer (* 3. Februar 1940 in Eichenbühl) ist ein deutscher Theologe und ehemaliger Priester der Katholischen Integrierten Gemeinde.

## Leben und Wirken
Ludwig Weimer besuchte das humanistische Gymnasium in Miltenberg/Bayern. Von 1960 bis 1968 studierte er Philosophie, Theologie und Germanistik an den Universitäten Würzburg und München und wurde Diplom-Theologe. Weitere Studien folgten am Institut für Katechetik und Homiletik in München. 1971 beendete er seine theologische Promotion zum Thema „Religion und Offenbarung bei Ernst Bloch“ bei Heinrich Fries. Von 1974 bis 1979 habilitierte er sich zum systematischen Thema „Gnade und Freiheit“ bei Joseph Ratzinger an der Universität Regensburg.
Seit 1968 wirkte Weimer als Theologe in der 2020 aufgelösten Integrierten Gemeinde, München. Er wurde 1983 zum Priester geweiht und Mitglied in der „Gemeinschaft der Priester im Dienst an Integrierten Gemeinden“.
Er ist Mitglied des Schülerkreises Joseph Ratzinger/Papst Benedikt XVI. seit dessen Gründung im Jahr 1978.
2003 wurde Weimer Direktor einer durch den Einfluss der KIG neu gegründeten „Akademie für die Theologie des Volkes Gottes“. Die Arbeit dieser Akademie wurde nach 2009 vom Stiftungs-Lehrstuhl „Theologie des Volkes Gottes“ am Pastoralinstitut Redemptor Hominis der Päpstlichen Lateranuniversität in Rom weitergeführt. Weimer war Gründungsdirektor dieses Lehrstuhls und Hauptautor der Lehrbriefe für das postgraduale Fernstudium, das der Lehrstuhl ab September 2016 in Form eines zweijährigen Studienganges anbot. 2021 wurde das Studienangebot eingestellt.

## Schriften (Auswahl)
Monographien
- Das Verständnis von Religion und Offenbarung bei Ernst Bloch, Dissertation an der Universität München, Theologische Fakultät 1971 DNB 720406757.
- Die Lust an Gott und seiner Sache oder Lassen sich Gnade und Freiheit, Glaube und Vernunft, Erlösung und Befreiung vereinbaren? Herder, Freiburg i.Br. 1981, ISBN 3-451-19195-4 (zugl. Habilitationsschrift, Universität Regensburg 1979)
- Christsein angesichts der vielen Religionen (Urfelder Reihe; Bd. 3). Verlag Urfeld, Bad Tölz 2002, ISBN 3-932857-22-4.
- Wie Gott zu seinem Volk kam: Biblische Geschichten neu gelesen von Abraham bis Rut, Verlag Urfeld, Bad Tölz 2003, ISBN 978-3-932857-12-6 (zusammen mit Bernhard Koch und Arnold Stötzel).
- Wo ist das Christentum? Sören Kierkegaard neu gelesen (Urfelder Texte; Bd. 3). Verlag Urfeld, Bad Tölz 2004, ISBN 3-932857-43-7.
- 30 Jahre Wegbegleitung Joseph Ratzinger/Papst Benedikt XVI. und die Katholische Integrierte Gemeinde. Verlag Urfeld, Bad Tölz 2006, ISBN 978-3-932857-40-9 (zusammen mit Traudl Wallbrecher und Arnold Stötzel).
- Maria – nicht ohne Israel. Eine neue Sicht der Lehre von der Unbefleckten Empfängnis. Herder, Freiburg im Breisgau 2008, ISBN 978-3-451-34139-7 (zusammen mit Gerhard Lohfink).
- Der Jude Jesus von Nazareth. Zum Gespräch zwischen Jacob Neusner und Papst Benedikt XVI. Bonifatius Druckerei, Paderborn 2009, ISBN 978-3-89710-419-8 (zusammen mit Achim Buckenmaier und Rudolf Pesch).
- Die sieben Zeichen des Messias. Das eine Volk Gottes als Sakrament für die Welt, Friedrich Pustet, Regensburg 2012, ISBN 978-3-7917-2426-3 (zusammen mit Achim Buckenmaier und Arnold Stötzel)

Aufsätze
- Aufsätze in: Verein zur Förderung Theologischer Forschung und Bildung e.V. (Hrsg.): Die integrierte Gemeinde. Christliche Existenz in einer säkularen Welt; Beiträge zur Reform der Kirche, Bd. 1–17 (1969–1976)
- Weisheit als Gabe des Heiligen Geistes. Ein Beitrag zum Problem des Handelns Gottes in der Welt. In: Walter S. Baier u. a. (Hrsg.): Weisheit Gottes – Weisheit der Welt. Festschrift für Joseph Kardinal Ratzinger zum 60. Geburtstag, Bd. 2. EOS Verlag, St. Ottilien 1987, S. 1245–1278, ISBN 3-88096-185-9.
- Wodurch kam das Sprechen von Vorsehung und Handeln Gottes in die Krise? Analyse und Deutung des Problemstandes seit der Aufklärung. In: Gottfried Bachl (Hrsg.): Vorsehung und Handeln Gottes (Quaestiones Disputatae, Bd. 115). Herder, Freiburg/B. 1988, S. 17–71, ISBN 3-451-02115-3.
- Zur Theologie des „Religionspluralismus“. In: Internationale katholische Zeitschrift Communio, Bd. 28 (1999), S. 439–453, ISSN 0341-8693
- Der Segen der Christentumskritik. In: Robert Leicht (Hrsg.): Geburtsfehler? Vom Fluch und Segen des Christentums. Wichern-Verlag, Berlin 2001, S. 95–118, ISBN 3-88981-126-4.
- Die Baugesetze der Geschichtstheologie Joseph Ratzingers. In: Gerhard Nachtwei (Hrsg.): Hoffnung auf Vollendung. Zur Eschatologie von Joseph Ratzinger (Ratzinger-Studien, Bd. 8), Friedrich Pustet, Regensburg 2015, S. 55–74. ISBN 978-3-7917-2732-5
- Und Gott war das Wort – Wie können wir ihn heute hören? Die Antwort Joseph Ratzingers. Katechese in der Münchner Pfarrkirche St. Peter am 5. Februar 2016, abgedruckt in Mitteilungen Institut Papst Benedikt XVI., Jahrgang 9/2016, S. 46–61, Hrsg. Rudolf Voderholzer, Christian Schaller, Franz-Xaver Heibl, Verlag Schnell & Steiner, Regensburg 2016, ISBN 978-3-7954-3196-9